# Гілліан Юстіана
Гілліан Варік Юстіана (нід. Gillian Varick Justiana, нар. 5 березня 1991, Зволле, Нідерланди) — нідерландський футболіст, захисник національної збірної Кюрасао.

## Клубна кар'єра
Народився 5 березня 1991 року в місті Зволле. Вихованець юнацьких команд футбольних клубів «Бі Квік 28» та «Зволле».
У дорослому футболі дебютував 2009 року виступами за команду клубу «Зволле», в якій провів два сезони, взявши участь у 39 матчах чемпіонату. 
До складу клубу «Гелмонд Спорт» приєднався 2011 року. Відіграв за команду з Гелмонда 171 матч в національному чемпіонаті.
2017 року перейшов до складу клубу «Ейселмерфогельс», де відіграв три роки.

## Виступи за збірну
2011 року дебютував в офіційних матчах у складі національної збірної Кюрасао. Наразі провів у формі головної команди країни 13 матчів.
У складі збірної був учасником розіграшу Золотого кубка КОНКАКАФ 2017 року у США.

## Титулі і досягнення
- Володар Карибського кубку (1):

Кюрасао:  2017